# 喜矢武豊
喜矢武 豊（きゃん ゆたか、1985年3月15日 - ）は、日本のヴィジュアル系エアーバンドゴールデンボンバーのGita-、俳優。
東京都出身。ユークリッド・エージェンシー所属。

## 経歴
小学生の頃から高校2年生の頃まで野球を続けていた。しかし高校ではレギュラーになれず、中学生、高校生の時に野球選手への夢を断念する。同じ頃に友人の影響でベースの演奏を始め、その後知人にギターを渡されギターに転向し、GLAY、L'Arc〜en〜Ciel、X JAPANなどの楽曲を趣味で演奏する。高校3年生の頃、共通の友人を介して鬼龍院と知り合う。この時鬼龍院が高校の文化祭でDIR EN GREYの楽曲を演奏している映像に衝撃を受け、鬼龍院にバンドを組むことを提案するも断られる。その後大学の経済学部へ進学し、ゴールデンボンバーを鬼龍院と友人の3人で結成する。学生生活では金銭的に余裕がなく、バンド活動も少なかったため、ほとんどの時間を松屋でのアルバイトに費やしていた。大学卒業前には就職活動するも両親の反対を押し切り、就職活動を止めてゴールデンボンバーを鬼龍院と共に再結成する。その後しばらくは演奏に徹していたものの、ギターソロではパフォーマンスを披露するようになった。これは鬼龍院によるとVagu*Projectとの邂逅を切っ掛けとしているが、本人は演奏よりパフォーマンスを見せる楽しさを感じるようになったことや、本人の練習不足から来る技術的な問題などを挙げている。バンドを始めたころは鬼龍院と共に経済的に厳しい生活を送っていたことを後に語っており、卒業後はマネージャーから30万円を借りて生活費に充てていたことなどを明かしている。

## 担当
ライブやテレビ出演時には楽曲のギターソロと称して、後述の様々なパフォーマンスを行っている。ギターソロのパフォーマンスのために溶接の免許を取得したり、自らの毛髪に墨汁を付けて書初めの筆に扮したり、ライブ中に焼肉を焼いたり、スイカやかき氷の早食いなどを行ったりする。ギターを演奏する際はマルチエフェクターを使用する。
バンド内のキャラクターでは、ガチュピン、実輪さんなどを担当している。動画「ガチュピンチャレンジ」シリーズではガチュピンとムックーの吹き替えを一人二役で担当している。
ライブ時に使用される段ボール製の小道具・大道具は喜矢武の手作りであり、段ボールでサクソフォーンやピアノ風のアート制作を行ってライブで披露したこともある。これらの作品は展示会での出展も果たしており、2015年11月5日から2016年1月11日まで東京・ダイバーシティ東京 プラザとのコラボレーションで開催された企画「SHINING STAR ILLUMINATION ゴールデンボンバー with ダイバーシティ東京」や、2016年6月4日から12日まで開催された「アリスと時間のアート展」にて展示された。またマスコットキャラクターの金爆くんは喜矢武によってデザインされた。他にも告知動画などの動画編集を担当している。「バブルはよかった」では新型コロナウイルスの感染拡大防止の一環でメンバーが集まることができないため、PV作成を鬼龍院に丸投げされ、いらすとやの素材を使って完成させた。

## 人物
血液型はB型、身長は166センチメートル。東京都板橋区出身。中学、高校の時は野球部に所属する。運動神経が良く、野球が好きで樽美酒研二と野球をすることがある。担当していたポジションは小学校と高校ではセカンド、中学校ではショートだった。一方でギターの演奏に関しては、後にゴールデンボンバーがエアーバンドという様式になる切っ掛けを作った。
hideに憧れており、X JAPANを大学の卒業論文のテーマにした。バンドの結成当初はB'zのようなバンドがやりたいと思っていたが、それを聞いた鬼龍院に呆れられている。

## 個人での活動
パフォーマンス以外では俳優業をに力を入れている。2012年8月公開の映画『死ガ二人ヲワカツマデ…』の二部構成の一部「色ノナイ青」で俳優デビューを果たし、初主演を務めた。2015年3月に初舞台『ふしぎ遊戯』で主演の鬼宿（たまほめ）を演じ、翌年2月16日から28日、手塚治虫の漫画『ぼくの孫悟空』を原作とした舞台『GOKÛ』で主演の孫悟空を演じた。このことに関して、メンバーからは「バンドに向いていなかった」と度々述べられており、本人も俳優活動に意欲を見せている。その一方で『GOKÛ』でのインタビューではゴールデンボンバーの活動の一環であると述べている。2017年4月6日から15日、高橋留美子の漫画を原作とした舞台『犬夜叉』にて主演の犬夜叉を演じる。オリジナルビデオ『日本統一』シリーズには2022年9月の第53作より翁長照邦役でレギュラー出演している。

## 出演

### 映画
- 死ガ二人ヲワカツマデ… 第一章「色ノナイ青」（2012年、日活） - 主演・命華 役
  - 死ガ二人ヲワカツマデ… 第二章「南瓜花 -nananka-」（2012年） - 命華 役 ※特別出演
- 静かなるドン（2023年5月12日、ティ・ジョイ） - ソープ店の店長 役[48]
- 氷室蓮司（2024年4月12日公開、ライツキューブ） - 翁長照邦 役[49]
  - 田村悠人（2025年6月6日公開予定）[50]
- 死に損なった男（2025年2月21日公開、クロックワークス） - 若松克敏 役[51]
- ザ・ゲスイドウズ（2025年2月28日公開、ライツキューブ）[52][53] - リュウゾウ 役
- 田村悠人 ISOLATED（2025年6月6日公開）

### テレビドラマ
- ビブリア古書堂の事件手帖 第9話（2013年3月11日、フジテレビ） - 書店の店員 役[54]
- 49（2013年10月6日 - 12月29日、日本テレビ） - 桐生哲也 役[55]
- お兄ちゃん、ガチャ（2015年1月11日 - 3月29日、日本テレビ） - 雫石ケーゴ 役[56]
- コウノドリ 第3話（2017年10月27日、TBS） - 山崎友和 役[57]
- オトナ高校 第7話（2017年12月9日、テレビ朝日） - バーの店長 役[58]
- 花のち晴れ〜花男 Next Season〜 第9話（2018年6月12日、TBS） - 花道明男 役[59]
- ドロ刑 第2話（2018年10月20日、日本テレビ） - タクシー運転手 役[60]
- G線上のあなたと私 第3話（2019年10月27日、TBS） - 金髪の青年 役[61]
- レンタルなんもしない人 第7話（2020年5月21日、テレビ東京） - 龍也 役[62]
- マリーミー!（2020年10月4日 - 12月6日、朝日放送・テレビ朝日系） - 梅村広樹 役[63]
- ポリス×戦士 ラブパトリーナ! 第15話（2020年11月1日、テレビ東京系） - 田中ヤスカッタ 役[64]
- ももいろ あんずいろ さくらいろ（2021年2月21日 - 3月28日、朝日放送・テレビ朝日系） - 正田大 役[65]
- ハレ婚。第1話・第7話・最終話（2022年1月16日・2月27日・3月13日、朝日放送） - 大津一基 役[66]
- しろめし修行僧 第3話「商店街はごはんの友天国」（2022年4月23日、テレビ東京） - 佐々木玲央 役[67]
- 日本統一 関東編（2023年4月14日 - 6月16日、日本テレビ）[68] - 三代目侠和会三代目川谷組悠成会若頭 翁長照邦 役
  - 日本統一 東京編（2025年7月3日 - 、テレビ東京）[69]
- 紅さすライフ 第7話「"呪い"を解く赤ネイル」（2023年9月5日、日本テレビ） - カメラマン 役[70]
- 埼玉のホスト 第6話「埼玉のホスト、テレビ埼玉デビュー」（2023年9月6日、TBS）[71] - テレビ埼玉ディレクター 有田 役

### Vシネマ
- 日本統一シリーズ - 三代目侠和会川谷組悠成会若頭 翁長照邦 役
  - 日本統一 53- （2022年  - ）[47]
  - 日本統一外伝 山崎一門 7-9
    - 山崎一門8 〜警視庁VS山崎一門〜（2023年6月25日） - 主演

  - やまざきいちもん 日本統一（2023年10月25日）
  - 日本統一外伝 川谷組 無頼 人斬り二郎（2024年10月25日） - 主演

### 舞台
- ふしぎ遊戯（2015年3月19日 - 29日、品川プリンスホテル クラブeX） - 主演・鬼宿 役[40]
- GOKÛ（2016年2月16日 - 28日、AiiA 2.5 Theater Tokyo） - 主演・孫悟空 役[41][72]
- 犬夜叉（2017年4月6日 - 15日、天王洲 銀河劇場） - 主演・犬夜叉 役[45]
- 音楽活劇「SHIRANAMI」（2019年1月11日 - 29日、新国立劇場 中劇場） - 忠信利平 役[73]
- 隅田川ヤングロード物語2 ～嗚呼！青春はマサラの香り！～（2024年1月25日 - 2月4日、サンシャイン劇場 / 2月10日、アステールプラザ 大ホール / 2月17日・18日、名古屋市公会堂 / 2月24日・25日、COOL JAPAN PARK OSAKA WWホール） - 狩山豪 役
- 2025年劇団☆新感線45周年興行・初夏公演 いのうえ歌舞伎【譚】Retrospective『紅鬼物語』（2025年5月13日 - 6月1日、SkyシアターMBS / 6月24日 - 7月17日、シアターH）[74][75]

### 配信ドラマ
- 東京水没!?（2025年2月22日、YouTube） - 泉澤幸太郎 役[76]

### その他
- マーダーミステリーシアター「演技の代償」Replay（2021年7月18日、生配信） - 劇場管理人 桃谷雄一郎 役[77]
- アニメ『ヴィジュアルプリズン』（TOKYO MX） - 喜矢武豊 役（本人役）[78]

## SASUKEでの戦歴
大会別成績
第31回大会にゼッケン41番で初出場。樽美酒や観客が声援を送る中スタートしたが、スタートエリアのローリングヒルの上り部分でローラーを回転させてしまい着水。この際、手足をバタバタと回転させながらローラーを滑り落ちたことで「ハムスター」のあだ名をつけられた。
第32回大会にゼッケン41番で出場。因縁のローリングヒルを突破するも、タイファイターでいきなり体勢を崩し、まるでイルカの飛び込みのように頭から綺麗に着水。ファンから「イルキャン」とあだ名をつけられた。
第33回大会にゼッケン34番で出場。スタート前にはスタッフから「3回目だからそろそろ結果出さないとまずいですよね」と問われ、「任せてください！」と自信満々に答える。しかし開始3秒でクワッドステップスの3歩目を踏み外して豪快に着水。インタビューでは「出なかったことにしていただけませんか」と答え会場の笑いをさらった。
第35回大会にゼッケン31番で出場。過去脱落したエリアをクリアし、新エリアのドラゴングライダーまで到達した。トランポリンの跳躍からバーを掴めずに着水するも、伸ばした左手でバーに触れることに成功。人類で初めて、新エリアドラゴングライダーに触るという活躍を見せた。インタビューでは「やればできんじゃん俺。ギターを諦めていたように、SASUKEも諦めてたよ。」と語った。
第36回大会にゼッケン66番で出場。ドラゴングライダーにリベンジを果たすため、練習を重ねて参戦した。そのドラゴングライダーでは1本目のバーを掴み、レールを滑ることに成功。しかし2本目への飛び移りに失敗し着水。樽美酒や他のプレイヤーからは惜しいという声が上がった。
第39回大会にゼッケン78番で3年ぶりに出場。安定した動きでドラゴングライダーまで到達すると、過去2回リタイアしたドラゴングライダーをクリア。このクリアに実況や観客達は驚き、選手達も飛び跳ねて喜んだ。しかし、次のエリアのタックルで押し込みのラインを越えて押してしまい、時間と体力をロス。最終エリアの2連そりたつ壁では、1つ目の壁をなんとか登るも、2つ目を越えられずタイムアップ。1stステージクリアまであと1歩にまで迫る大健闘を見せた。
第40回記念大会にゼッケン3980番で出場。前回あと1歩の所まで行ったことで期待がかかっていたが、過去一度も失敗したことがなかったフィッシュボーンでタイミングを見誤り落下。これには思わず喜矢武も「やっちまった...」と声を漏らした。
第41回大会にゼッケン81番で出場。ほぼ全てのエリアでリタイアしていたため新エリアが懸念されていたが問題なくクリア。しかし前々回クリアしたドラゴングライダーのトランポリンからバーを掴むことに失敗。
|            | ゼッケン | STAGE | 記録               | 備考                |
| ---------- | -------- | ----- | ------------------ | ------------------- |
| 第31回大会 | 41       | 1st   | ローリングヒル     | 上り                |
| 第32回大会 | 41       | 1st   | タイファイター     | 中盤                |
| 第33回大会 | 34       | 1st   | クワッドステップス | 3歩目               |
| 第35回大会 | 31       | 1st   | ドラゴングライダー | 1本目のバーを掴めず |
| 第36回大会 | 66       | 1st   | ドラゴングライダー | 1→2本目             |
| 第39回大会 | 78       | 1st   | 2連そり立つ壁      | 2つ目、タイムアップ |
| 第40回大会 | 3980     | 1st   | フィッシュボーン   | 4本目。             |
| 第41回大会 | 81       | 1st   | ドラゴングライダー | 1本目のバーを掴めず |

通算成績
| 出場数 | 2nd進出 | 3rd進出 | FINAL進出 | 最優秀成績 |
| ------ | ------- | ------- | --------- | ---------- |
| 8回    | 0回     | 0回     | 0回       | 0回        |